# Дильс, Рудольф
Рудольф Дильс (нем. Rudolf Diels (16 декабря 1900 — 18 ноября 1957) — первый руководитель гестапо, Тайной государственной полиции (IV отдел РСХА) нацистской Германии, с момента создания в 1933 до апреля 1934 года. Оберфюрер СС (20 апреля 1939). Член СС с 1933 (билет № 187 116). Член НСДАП с 1937 (партийный билет № 3 955 308).

## Биография
Сын зажиточного крестьянина. Принимал участие в Первой мировой войне, в 1919 году поступает в университет в Магдебурге, где изучает юриспруденцию. Однако учёбе он зачастую предпочитает пьянки с членами Дуэльного корпуса — о его пребывании в этой корпорации всю жизнь будут напоминать глубокие шрамы на лице.
В 1930 году Дильс поступил на службу в Министерство внутренних дел Пруссии. Карл Зеверинг, министр внутренних дел Пруссии, поручил ему в 1932 году контроль радикальных политических кругов, от коммунистов до нацистов. В момент назначения Гитлера рейхсканцлером Дильс руководил прусской политической полицией. Невзирая на то, что отдел 1A должен был заниматься вопросами внутренней безопасности государства, в реальности он представлял собой небольшое подразделение, недофинансированное и недоукомплектованное.
Герман Геринг, возглавивший Министерство внутренних дел Пруссии, осознал необходимость реформ и поручил Дильсу возглавить отдел 1А (Политические преступления) реорганизуемой для больших дел полиции Пруссии. На основании имевшихся досье Геринг планировал осуществить расправу над противниками национал-социализма, но началась чистка, естественно, с рядов самой полиции.
Вскоре, согласно воспоминаниям самого Дильса, немецкая полиция сократила название до GeStapA (нем. — Geheimstaatspolizeiamt) — что практически созвучно с Тайной государственной полицией — гестапо (Geheimstaatspolizei).
Рудольф Дильс непосредственно руководил допросами Маринуса ван дер Люббе, поджигателя Рейхстага.
Штаб-квартира новой институции находилась в Берлине по печально известному адресу — улица Принца Альбрехта, 8. Однако следует иметь в виду, что Германия на тот момент не была унитарным государством, так что юрисдикция Геринга и гестапо ограничивалась рамками Пруссии — хоть и крупнейшей (примерно 2/3 населения страны), но не единственной земли Германии. В Баварии, второй по величине земле Германии, шефом политической полиции в апреле 1933 года стал Генрих Гиммлер (в дальнейшем он постепенно распространял свою власть на другие земли, пока, наконец, в апреле 1934 года уставший от практических дел Геринг не передал ему и политическую полицию Пруссии; своим заместителем Гиммлер назначил Рейнхарда Гейдриха, начальника СД — службы безопасности СС).
В конце 1933 года в ходе борьбы за власть Гиммлер поручил Гейдриху распустить слухи о зреющем троцкистском заговоре с целью убийства Геринга. Вне зависимости от степени правдивости информации, встал вопрос о компетентности руководителя берлинского гестапо. На стол президента фон Гинденбурга легло досье с описанием пьянства и других пороков Дильса, и он лишился своего поста, получив в утешение должность заместителя начальника полиции Берлина. Предупрежденный о возможности ареста Дильс предпочел вместе с подругой уехать подальше, в Карловы Вары.
Новым начальником прусского гестапо 15 ноября 1933 года стал Пауль Георг Отто Хинклер, ветеран национал-социалистического движения, начальник гестапо в регионе Шлезвиг. Однако на новом посту он продержался меньше месяца ввиду некомпетентности, алкоголизма и подозрений в психическом расстройстве. Дильса выследили в Чехословакии и уговорили вернуться на прежнюю должность, хотя было понятно, что это временное решение.
К 1934 году усилились разногласия между Дильсом и вернувшимися в Берлин Гиммлером и Гейдрихом, в связи с чем 20 апреля 1934 года Дильс оставил свой пост. Некоторое время работал заместителем начальника полиции Берлина, затем занимал должность начальника окружного управления в местной администрации Кёльна.
Геринг несколько раз спасал Дильса от арестов и возможной казни (в том числе после событий 20 июля 1944 года), так как он был женат на бывшей жене брата рейхсмаршала (в некоторых источниках ошибочно названной племянницей).
В 1945 году арестован англо-американскими войсками. На Нюрнбергском процессе над главными военными преступниками Дильс выступал и как свидетель обвинения, и как свидетель защиты Геринга. В 1948 году освобождён.
После войны Дильс работал в правительстве, а затем министерстве внутренних дел Нижней Саксонии вплоть до отставки в 1953 году. Умер после несчастного случая на охоте (по другой версии — покончил жизнь самоубийством).

## Семья
Был известен многочисленными романами. На лице были шрамы от дуэлей на шпагах.
Был дважды женат, второй раз на Ильзе Геринг (урождённой Бурхард), бывшей жене брата Германа Геринга. В обоих браках детей не было.
Внебрачной дочерью Дильса от связи с актрисой Гудрун Жене была Коринна Жене (1938—2023), также ставшая актрисой и умершая бездетной.

## Мемуары
- Diels R. Lucifer Ante Portas: Von Severing bis Heydrich. — Zuerich, 1950.
- Diels R. Der Fall Otto Johns, — 1954.